# Joseph Alioto

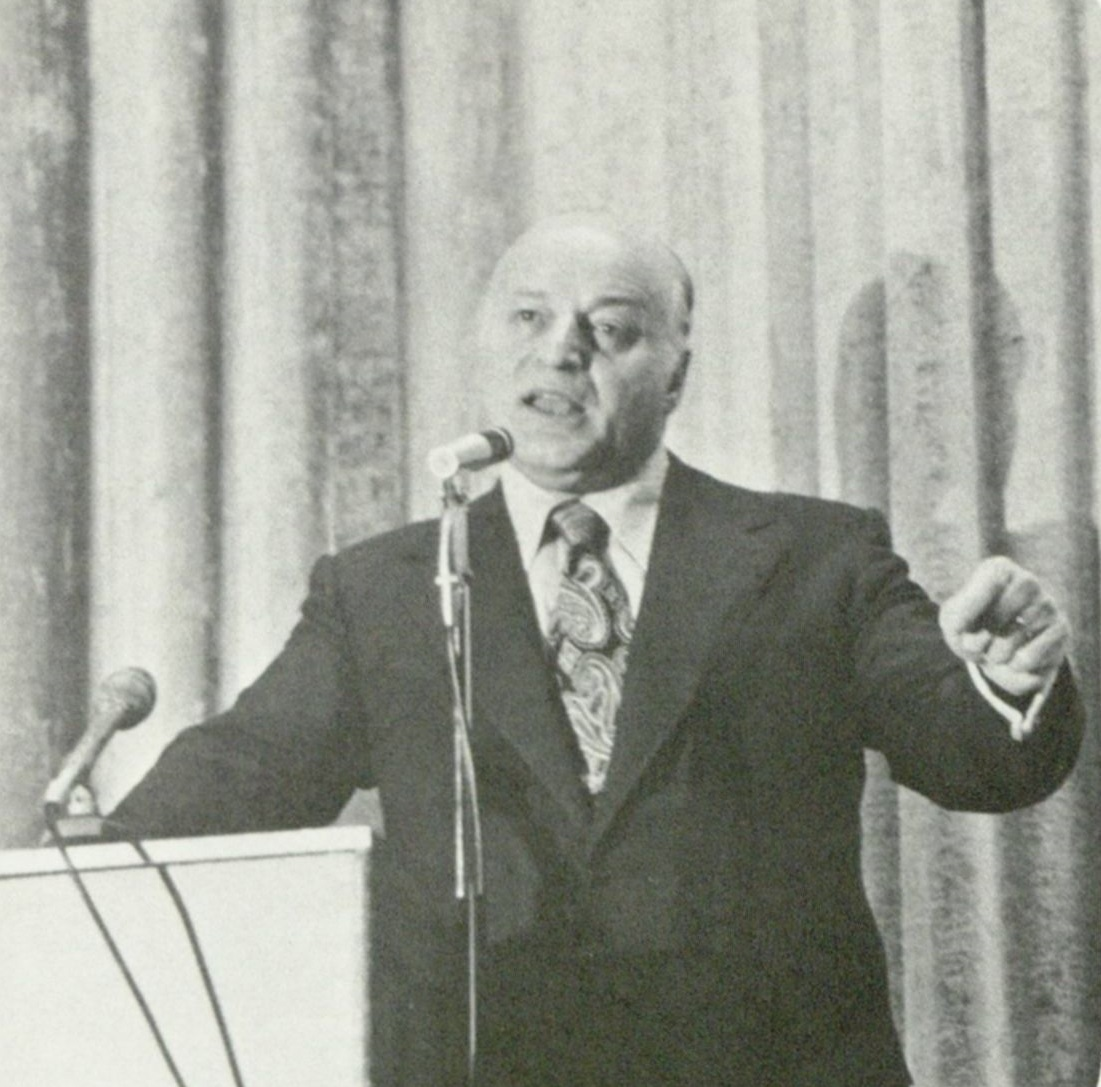
Joseph Alioto (1975)

Joseph Lawrence Alioto (* 12. Februar 1916 in San Francisco; † 29. Januar 1998 ebenda) war ein US-amerikanischer Politiker der Demokratischen Partei, der unter anderem zwischen 1968 und 1976 Bürgermeister von San Francisco war.

## Leben
Joseph Lawrence Alioto, Sohn des aus Sizilien eingewanderten Fischhändlers Giuseppe Alioto und dessen Ehefrau Domenica Mae Lazio Alioto, absolvierte nach dem Schulbesuch zunächst ein grundständiges Studium am Saint Mary’s College of California in Moraga, das er 1937 mit einem Bachelor of Arts (B.A.) beendete. Ein darauf folgendes postgraduales Studium der Rechtswissenschaften an der Juristischen Fakultät (Law School) der Katholischen Universität von Amerika (CUA) schloss er 1940 ab und war danach als Jurist im US-Justizministerium und im Amt für wirtschaftliche Kriegsführung (Board of Economic Warfare) sowie als Rechtsanwalt tätig, wobei er sich auf Wettbewerbsrecht spezialisierte. Er war zudem zwischen 1948 und 1953 zunächst Mitglied sowie zuletzt von 1953 bis 1954 Vorsitzender der Schulbehörde (Board of Education) von San Francisco. Daneben engagierte er sich zeitweise im Ausschuss für den Senatswahlkampf der Demokratischen Partei (Democratic Senatorial Campaign Committee).
Als Nachfolger seine Parteifreundes John Shelley wurde Joseph Alioto am 8. Januar 1968 Bürgermeister von San Francisco. Seine Kandidatur erfolgte nur zufällig, da der ursprüngliche Kandidat und bisherige Staatssenator J. Eugene McAteer 1967 nur zwei Monate vor der Bürgermeisterwahl verstarb. Daraufhin konnte er sich bei der Wahl mit einer von ihm bezeichneten „Art einer New Deal-Koalition von Arbeiter und Minderheiten, zuzüglich fahnenschwingender Italiener“ (‚a kind of New Deal coalition of labor and minorities, plus flag-waving Italians.‘) gegen den Gegenkandidaten der Republikanischen Partei Harold Dobbs durchsetzen. Zu Beginn seiner Amtszeit gelang ihm die Aufrechterhaltung der öffentlichen Ordnung im Zuge der aufkommenden Proteste gegen den Vietnamkrieg und erklärte, dass er keine Gewalt dulden würde. Vielmehr forderte er junge militante Farbige auf „zu mir mit euren Problemen zu kommen, ehe er sie auf die Straßen hinaustragt“ (‚come to me with your problems before you take them to the streets.‘). Dadurch wuchs sein politischer Einfluss so schnell, dass er bereits auf der Democratic National Convention 1968, dem Parteitag der Demokratischen Partei zur Nominierung des Präsidentschafts- und Vizepräsidentschaftskandidaten, die Nominierungsrede für Hubert H. Humphrey hielt. Auf dem Konvent wurde er als möglicher Kandidat für die Vizepräsidentschaft gesehen, wobei Humphrey sich für Edmund Muskie entschied.
Bereits 1969 verlor sein politisches Gewicht jedoch an Einfluss, nachdem das Magazin Look in einem Artikel vom 23. September 1969 in mit der Organisierten Kriminalität in Verbindung brachte. So sollen die Cerrito-Familie und die Lanza-Familie gute Beziehungen und Freundschaften zu ihm gepflegt haben, was er jedoch stets dementierte. Er reagierte daraufhin mit der Einreichung einer Verleumdungsklage in Höhe von 12,5 Millionen US-Dollar, die er schließlich gewann und einen Schadensersatz in Höhe von 450.000 Dollar zugesprochen bekam. Etwa zur gleichen Zeit verklagten ihn der Bundesstaat Washington und mehrere andere Behörden, weil er einen Anteil von 2,3 Millionen US-Dollar an den Anwaltsgebühren für einen von ihm gewonnenen 16-Millionen-Dollar-Preisfestsetzungsfall übernommen hatte. Später wurde er auch von der Bundesregierung wegen Bestechung angeklagt. Er wurde allerdings schließlich von allen Zivil- und Strafverfahren frei gesprochen. Die laufenden Verfahren führten dazu, dass er 1970 auf eine Nominierungskandidatur bei den Demokraten für das Amt des Gouverneurs von Kalifornien verzichtete. Gleichwohl wurde Alioto 1972 als Bürgermeister von San Francisco wiedergewählt. 1974 bewarb er sich bei den Vorwahlen der Demokratischen Partei für den Posten des Gouverneurs von Kalifornien, unterlag bei den parteiinternen Vorwahlen mit 544.007 Stimmen (18,9 Prozent) jedoch deutlich gegen den späteren Gouverneur Jerry Brown (1.085.752 Stimmen, 37,8 Prozent). Im April 1974 strengte die Bürgerrechtsbewegung American Civil Liberties Union (ACLU) eine weitere Klage gegen ihn an. Er war ferner zwischen 1974 und 1975 Präsident der United States Conference of Mayors. 1976 verzichtete er auf eine erneute Kandidatur für das Amt des Bürgermeisters und wurde am 8. Januar 1976 von seinem Parteifreund George Moscone abgelöst. Nach Beendigung seiner Amtszeit als Bürgermeister nahm er seine Tätigkeit als Rechtsanwalt wieder auf.
Aus seiner ersten am 2. Juni 1941 geschlossenen und 1977 geschiedenen Ehe mit Angelina Genaro gingen fünf Söhne und die Tochter Angela Alioto, die am 4. November 200e für das Amt der Bürgermeisterin von San Francisco kandidierte, allerdings mit 16,1 Prozent im ersten Wahlgang ihrem Parteifreund und späteren Bürgermeister Gavin Newsom (41,4 Prozent) sowie dem Kandidaten der Green Party, Matt Gonzalez (20,1 Prozent) unterlag. In zweiter Ehe heiratete er 1978 Kathleen Sullivan Alioto, die sich bei den Vorwahlen der Demokratischen Partei 1978 in Massachusetts für einen Sitz im US-Senat bewarb, mit 19,28 Prozent aber Paul Tsongas (35,55 Prozent) und Paul Guzzi (31,01 Prozent) unterlag. Aus dieser Ehe gingen zwei weitere Kinder hervor. Nach seinem Tode wurde er auf dem Holy Cross Catholic Cemetery in Colma beigesetzt.